# Ronde van Italië 2023/Twaalfde etappe
De twaalfde etappe van de Ronde van Italië 2023 werd verreden op 18 mei. Deze etappe werd gewonnen door Nico Denz.

## Koersverloop
Na enkele kilometers van aanvallen was er een kopgroep ontstaan van 26 renners. Deze groep bevatte onder andere Bauke Mollema, Ilan Van Wilder en Laurens Huys. Enkele kilometers later voegden vier Italianen zich bij deze groep, het totale aantal kwam daardoor op 30. Met nog 100 kilometer te gaan waren er vijf renners uit de kopgroep die zich afsplitsten van de rest. Dat waren Samuele Battistella, Nico Denz, Sebastian Berwick, Toms Skujiņš en Alessandro Tonelli. Denz, Berwick en Skujiņš waren de besten van deze kopgroep en wisten zich af te splitsen. Met nog 3 kilometer te gaan hadden de drie vooraan zo'n negen minuten voorsprong op het peloton. De lange sprint werd gestart door Denz op kop. De andere twee renners konden er niet overheen komen. Berwick moest de anderen op zo'n 100 meter voor de finish achterlaten, enkele meters later kwam ook Skujiņš erachter dat Denz de sterkste was. Zodoende kwam Denz als eerste over de finish en boekte hiermee de belangrijkste zege in zijn carrière. 
De top-10 van het algemeen klassement is na deze etappe ongewijzigd.

## Uitslagen
| Bra - Rivoli (185 km) |                    |                                    |          |
| Plaats                | Naam               | Ploeg                              | tijd     |
| Winnaar               | Nico Denz          | BORA-hansgrohe                     | 4u18'11" |
| 2                     | Toms Skujiņš       | Trek-Segafredo                     | z.t.     |
| 3                     | Sebastian Berwick  | Israel-Premier Tech                | + 3"     |
| 4                     | Alessandro Tonelli | Green Project-Bardiani CSF-Faizanè | + 58"    |
| 5                     | Marco Frigo        | Israel-Premier Tech                | + 2'07"  |
| 6                     | Ilan Van Wilder    | Soudal-Quick Step                  | + 2'20"  |
| 7                     | Alberto Bettiol    | EF Education-EasyPost              | z.t.     |
| 8                     | Christian Scaroni  | Astana Qazaqstan Team              | z.t.     |
| 9                     | Michel Hessmann    | Team Jumbo-Visma                   | z.t.     |
| 10                    | Alex Baudin        | AG2R-Citroën                       | z.t.     |

| Algemeen klassement |                        |                    |           |
| Plaats              | Naam                   | Ploeg              | Tijd      |
| Roze trui           | Geraint Thomas         | INEOS Grenadiers   | 49u02'05" |
| 2                   | Primož Roglič          | Jumbo-Visma        | + 02"     |
| 3                   | João Almeida           | UAE Team Emirates  | + 22"     |
| 4                   | Andreas Leknessund     | Team DSM           | + 35"     |
| 5                   | Damiano Caruso         | Bahrain-Victorious | + 1'28"   |
| 6                   | Lennard Kämna          | BORA-hansgrohe     | + 1'52"   |
| 7                   | Eddie Dunbar           | Team Jayco AlUla   | + 2'32"   |
| 8                   | Thymen Arensman        | INEOS Grenadiers   | z.t.      |
| 9                   | Laurens De Plus        | INEOS Grenadiers   | + 2'36"   |
| 10                  | Aurélien Paret-Peintre | AG2R-Citroën       | + 2'48"   |

## Opgaven
Er zijn na deze etappe vier opgaven gemeld. Het totale aantal komt daardoor op 40.
Niet gestart
Alessandro Covi (UAE Team Emirates)
Niet gefinisht
Mikaël Cherel (AG2R-Citroën)
Harm Vanhoucke (Team DSM)
Kaden Groves (Alpecin-Deceuninck)
1e etappe ·
2e etappe ·
3e etappe ·
4e etappe ·
5e etappe ·
6e etappe ·
7e etappe ·
8e etappe ·
9e etappe ·
10e etappe ·
11e etappe ·
12e etappe ·
13e etappe ·
14e etappe ·
15e etappe ·
16e etappe ·
17e etappe ·
18e etappe ·
19e etappe ·
20e etappe ·
21e etappe
Startlijst · Eindstanden · Afbeeldingen